# 尚城

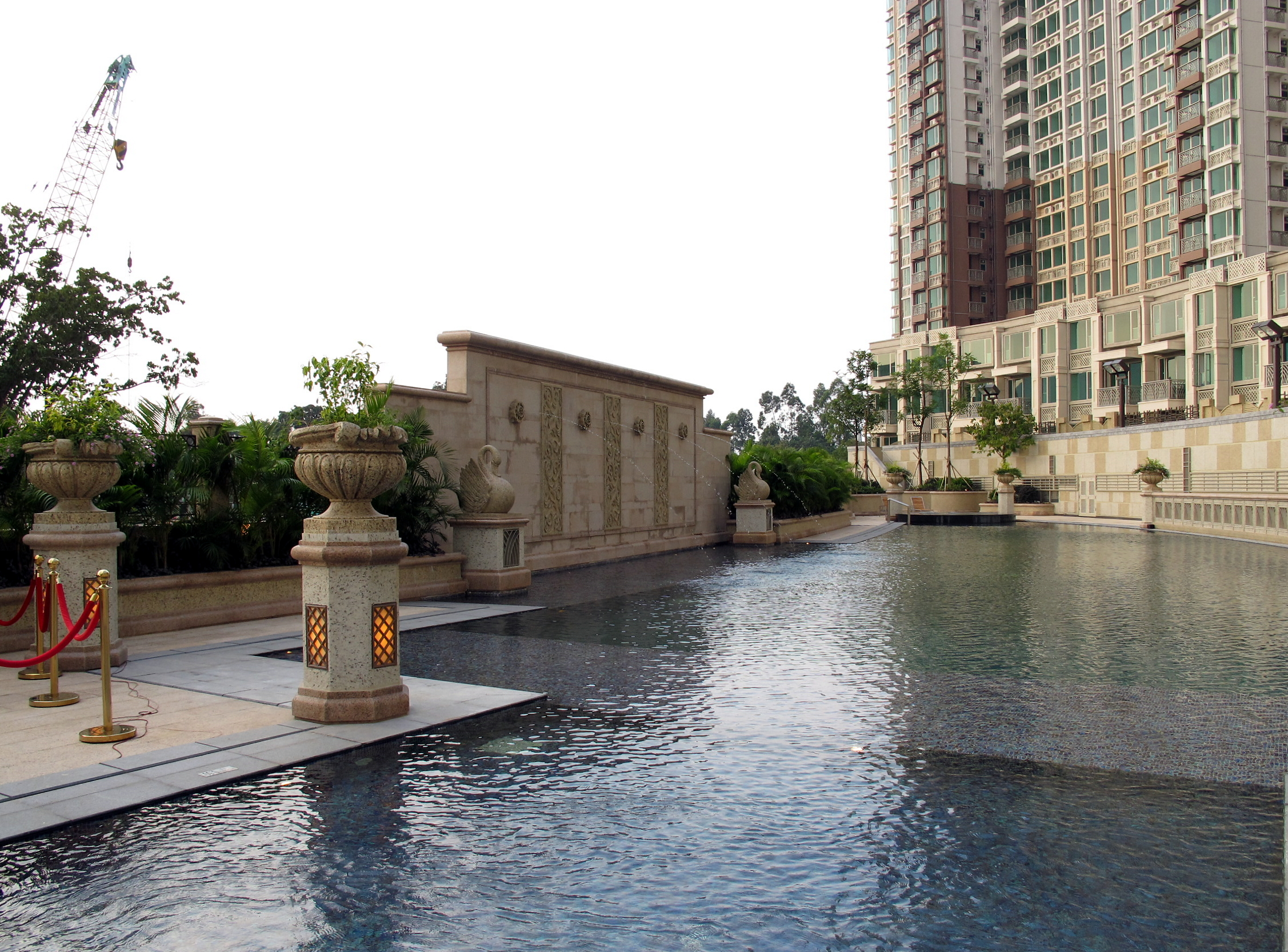
戶外泳池取名「動感水世界」

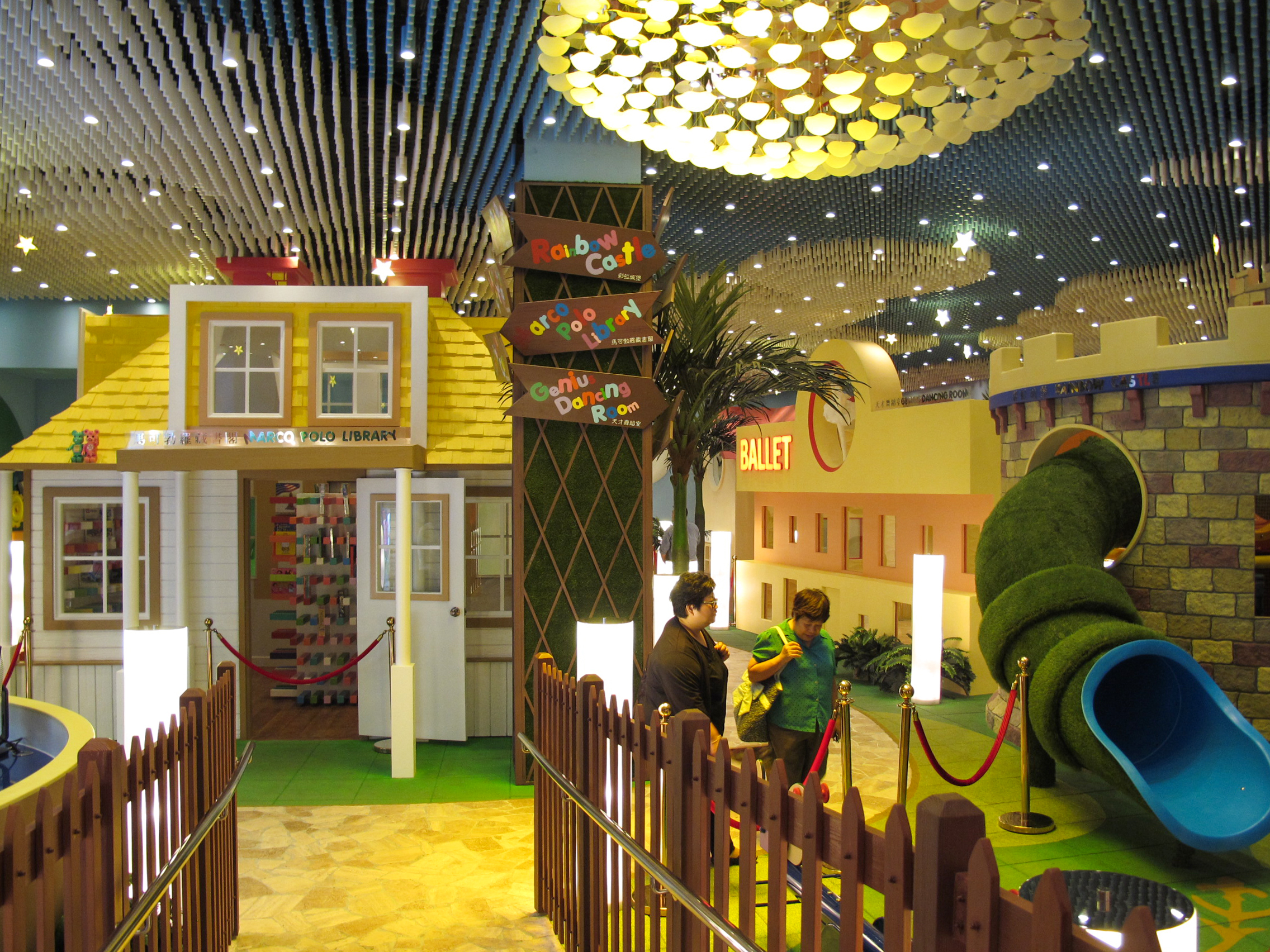
兒童王國

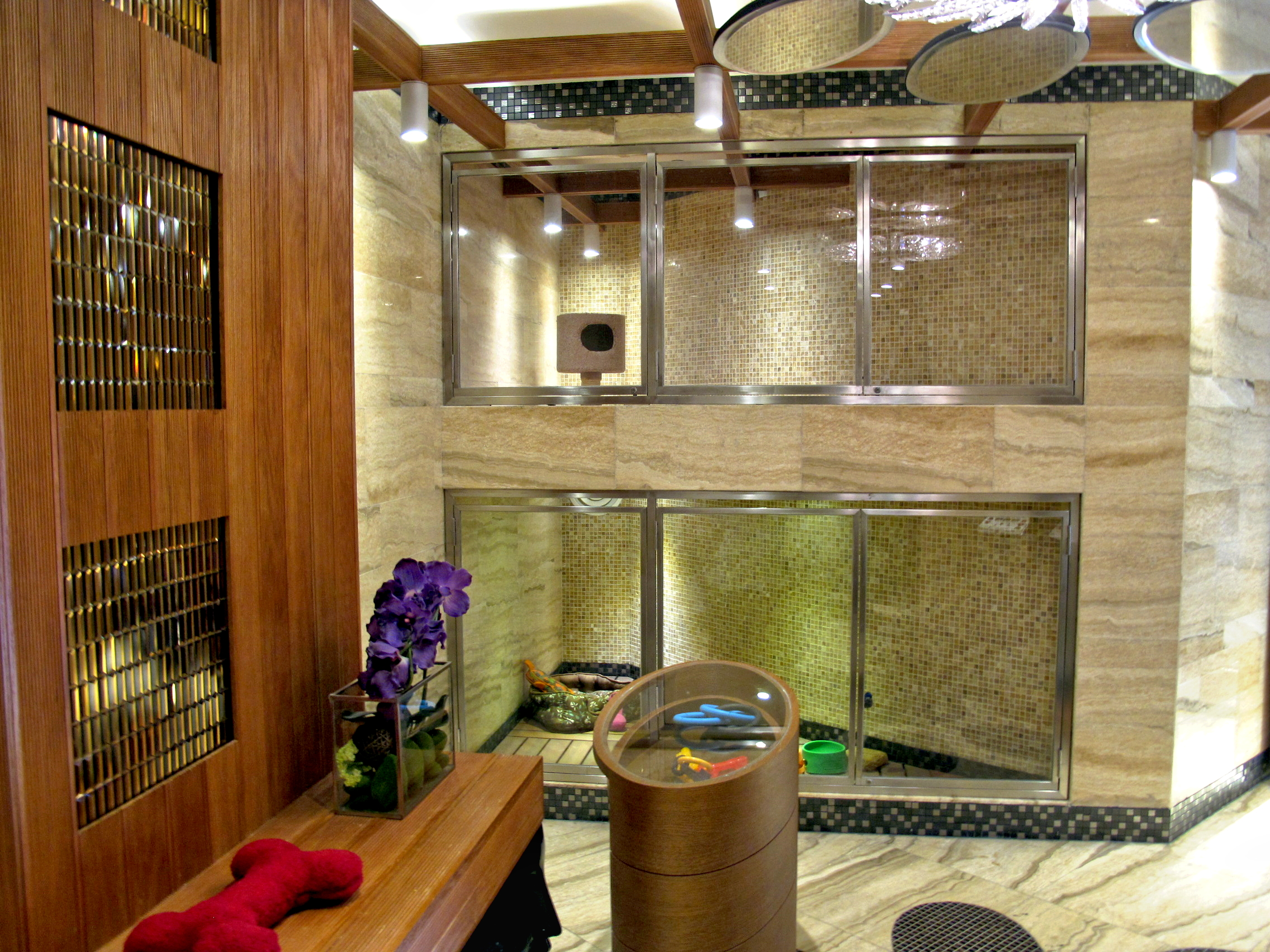
寵物世界

尚城（英語：Uptown），為香港新界元朗區洪水橋的大型私人屋苑。位於元朗青山公路洪水橋段600號，發展商為長江實業。尚城在2011年分7座落成，合共734個單位。其中有697個分層單位和37幢連花園洋房，單位於2012年3月入伙。保安管理方面則發展商旗下的由港基物業管理負責。
2005年3月，長江實業及和記黃埔以8.8億港元向中信泰富購入尚城所在的洪水橋地皮
在樓盤推出初期，據長江實業執行董事趙國雄指出，尚城的開價屬「平通街價」。而且該樓宇的銷售重點在於透過薄利多銷以讓更多市民可以置業。物業距離深圳灣口岸10多分鐘車程。

## 屋苑設施
尚城有一個佔地65,000平方呎的園林會所「Club CASA」，當中的設施分作六個主題：
| 設施主題 | 設施                                                                                                |
| 動感地帶 | 健身室、拳擊室、舞蹈室、美容按摩空間、蒸氣室、桑拿室                                                |
| 品味天地 | 電影院、品酒室、遊戲室、桌球室、環宇飛鏢廊、環球體育搜影                                            |
| 派對生活 | 翡冷翠宴會廳、芊色燒烤園                                                                            |
| 水上樂園 | 動感水世界、日光按摩池                                                                              |
| 兒童王國 | 舞蹈室、藏書室、創作室、IT小王國、四季演奏廳                                                        |
| 寵物世界 | 寶貝沖沖樂、狗明星酒店、Doga瑜伽天地、寵兒美容室、寵物健身地帶、寵物水世界、開心寵物園、Wo Wo訓練場 |

### 主要幹線
- 元朗公路
- 青山公路－洪水橋段

## 鄰近建築
- 溱林
- 丹桂村
- 嗇色園主辦可道中學
- 天主教崇德英文書院

## 外部連結
- 尚城官方網站 （页面存档备份，存于）
- 洪水橋交通路線